# Konyár, Hajdú-Bihar
Konyár  este un sat în districtul Derecske, județul Hajdú-Bihar, Ungaria, având o populație de 2.209 locuitori (2011). 

## Demografie
Componența etnică a satului Konyár
     Maghiari (91,44%)
     Romi (8,43%)
     Necunoscut (0,14%)
     Alții (0,14%)
Componența confesională a satului Konyár
     Reformați (43,19%)
     Fără religie (32,05%)
     Romano-catolici (4,21%)
     Necunoscută (19,6%)
     Alte religii (2,35%)
Conform recensământului din 2011, satul Konyár avea 2.209 locuitori. Din punct de vedere etnic, majoritatea locuitorilor (91,44%) erau maghiari, cu o minoritate de romi (8,43%). Apartenența etnică nu este cunoscută în cazul a 0,14% din locuitori. Nu există o religie majoritară, locuitorii fiind reformați (43,19%), persoane fără religie (32,05%) și romano-catolici (4,21%). Pentru 19,6% din locuitori nu este cunoscută apartenența confesională.